# Шикула (комуна)
Шикула (рум. Șicula) — комуна у повіті Арад в Румунії. До складу комуни входять такі села (дані про населення за 2002 рік):
- Гурба (1215 осіб)
- Керелуш (973 особи)
- Шикула (2403 особи) — адміністративний центр комуни

Комуна розташована на відстані 404 км на північний захід від Бухареста, 45 км на північний схід від Арада, 145 км на захід від Клуж-Напоки, 85 км на північний схід від Тімішоари.

## Населення
За даними перепису населення 2002 року у комуні проживала 4591 особа.
Національний склад населення комуни:
| Національність | Кількість осіб | Відсоток |
| -------------- | -------------- | -------- |
| румуни         | 4523           | 98,5%    |
| цигани         | 37             | 0,8%     |
| угорці         | 18             | 0,4%     |
| українці       | 7              | 0,2%     |
| німці          | 3              | 0,1%     |
| словаки        | 2              | < 0,1%   |
| серби          | 1              | < 0,1%   |

Рідною мовою назвали:
| Мова       | Кількість осіб | Відсоток |
| ---------- | -------------- | -------- |
| румунська  | 4566           | 99,5%    |
| угорська   | 14             | 0,3%     |
| українська | 6              | 0,1%     |
| німецька   | 2              | < 0,1%   |
| словацька  | 2              | < 0,1%   |
| сербська   | 1              | < 0,1%   |

Склад населення комуни за віросповіданням:
| Релігія            | Кількість осіб | Відсоток |
| ------------------ | -------------- | -------- |
| православні        | 4113           | 89,6%    |
| п'ятдесятники      | 224            | 4,9%     |
| баптисти           | 143            | 3,1%     |
| адвентисти         | 54             | 1,2%     |
| римо-католики      | 17             | 0,4%     |
| греко-католики     | 17             | 0,4%     |
| реформати          | 6              | 0,1%     |
| бретрени           | 1              | < 0,1%   |
| старообрядці       | 1              | < 0,1%   |
| лютерани           | 1              | < 0,1%   |
| не вказали релігію | 8              | 0,2%     |